# Jean-Paul Fournier

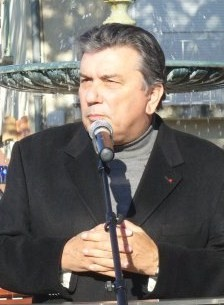
Fournier 2009

Jean-Paul Fournier (* 16. Oktober 1945 in Génolhac) ist ein französischer Politiker. Er ist seit 2008 Mitglied des Senats.
Fournier schloss in Nîmes das Gymnasium ab und besuchte in Brüssel eine Hochschule für Werbedesign. Später war er Vorsteher einer Gewerkschaft in seiner Branche. Von 1986 bis 1999 saß er in der Kunsthandwerkskammer des Départements Gard. Seit 1977 war er Mitglied des Rassemblement pour la République und wurde 1984 zu dessen Sekretär im ersten Wahlkreis des Départements Gard. 1992 stieg er zum Sekretär im Département auf. Von 1986 bis 2001 war er Abgeordneter im Conseil régional von Languedoc-Roussillon. Seit 1988 ist er außerdem Mitglied des Generalrats. Zeitgleich war er Lokalpolitiker in Nîmes, unter anderem als stellvertretender Bürgermeister. 2001 wurde er zum Bürgermeister gewählt, als welcher er 2008 wiedergewählt wurde. 2007 wurde Fournier zum Offizier der Ehrenlegion ernannt. Ein Jahr später gelang ihm der Einzug in den Senat.